# Głowotułów

Budowa krewetki. Głowotułów na zielonym tle

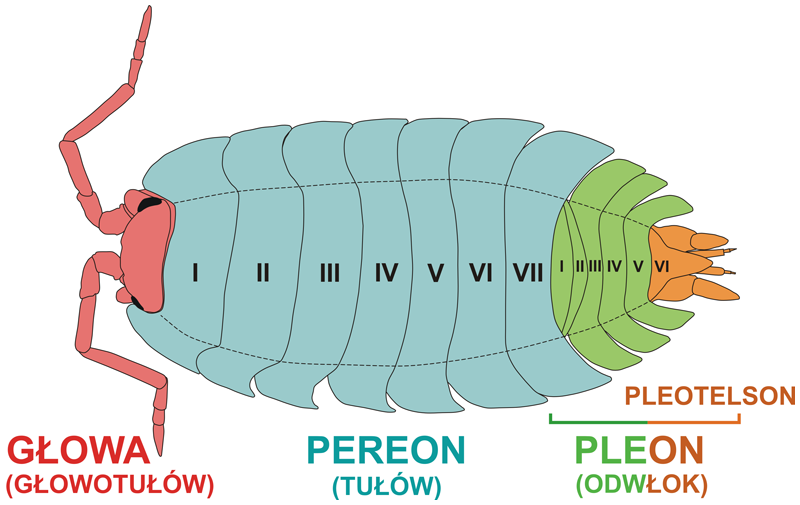
Budowa stonogi. Głowotułów, zwany w tym przypadku także głową, oznaczony na czerwono

Głowotułów, cefalotoraks (łac. cephalothorax) – przednia część ciała (tagma), powstała poprzez zrośnięcie się głowy z częścią lub wszystkimi segmentami tułowia, stosunkowo powszechnie występująca u skorupiaków. Terminem tym często określa się też przednią tagmę szczękoczułkowców, jednak w ich przypadku za słuszną uznaje się nazwę prosoma.
Ze względu na dużą różnorodność morfologiczną skorupiaków oprócz pięciu segmentów głowowych głowotułów może budować różna liczba segmentów tułowiowych (torakomerów). U łopatonogów, tarczenic, części równonogów i obunogów oraz u widłonogów z rzędu Calanoida do głowy przyrośnięty jest tylko pierwszy segment tułowiowy i często tak powstałą dalej określa się mianem głowy, mimo że anatomicznie jest to już głowotułów. Dwa segmenty tułowiowe wchodzą w skład głowotułowia u kleszczug, niektórych równonogów oraz widłonogów z rzędów Cyclopoida i Harpacticoida. Trzy segmenty tułowiowe zrastają się z głową u dziesięcionogów i części torboraków.
Głowotułów często częściowo lub w całości nakryty lub objęty jest karapaksem, powstającym jako fałd tarczy głowowej.
U skorupiaków z głowotułowiem, część tułowia nie wchodzącą w jego skład nazywa się pereionem. Wyjątkiem są łopatonogi, u których to cała reszta ciała zwana jest korpusem. U niektórych skorupiaków głowa podzielona jest przewężeniem, a jej tylna część, zwana gnatocefalonem, zrasta się z częścią tułowia w tagmę zwaną szczękotułowiem. Odnóża jej tułowiowej części, zwane szczękonóżami, służą wraz z przydatkami gnatocefalonu chwytaniu i pobieraniu pokarmu.